# Lindsay Ellingson
Pour les articles homonymes, voir Ellingson.
Lindsay Marie Ellingson, née le 19 novembre 1984 à San Diego, Californie, est un mannequin américain. Elle est un Ange de la marque de lingerie Victoria's Secret de 2011 à 2014. Depuis 2015, elle est cofondatrice et directrice artistique de la marque de cosmétiques Wander Beauty.

## Biographie
Lindsay Ellingson a étudié la biologie à l'Université de Californie avant d'être découverte à un événement ProScout organisé à Orange County, en Californie.
C'est John Galliano qui lance sa carrière à la suite d'une rencontre dans la capitale française organisée par son agence Viva.

## Carrière
Elle débute sur les podiums en 2005 en ouvrant les défilés de John Galliano, Dior et Lanvin. 
Elle a défile également pour les marques Chanel, Gucci, Valentino, Lacoste, Marc Jacobs, Oscar de la Renta, Zac Posen, Blumarine, Diane Von Furstenberg et Armani,.
Au cours de sa carrière, elle pose pour des marques telles que Dior, Moschino, DKNY, MAC Cosmetics, Dolce and Gabbana, H&M ou encore Tommy Hilfiger,. Elle est apparue en couverture des magazines Vogue, Marie Claire, GQ, Elle, W, et L'Officiel ainsi que dans les pages de Flair, Allure, V et i-D,,.
En 2007, Lindsay Ellingson défile pour la première fois pour la marque de lingerie Victoria's Secret.
En 2009, elle est également choisie pour célébrer les dix ans de la collection Body By Victoria en compagnie d'Alessandra Ambrosio, Marisa Miller et Emanuela De Paula à New York. 
En 2010, elle figure en couverture du catalogue de maillots de bain Victoria's Secret, puis devient un Ange de la marque l'année suivante.
En 2011, elle devient le visage de la marque de cosmétiques Clarins.
En 2015, elle lance la marque de beauté Wander Beauty avec l'entrepreneuse Divya Gugnani.

## Vie privée
En décembre 2013, l'attaché de presse de Lindsay Ellingson confirme au magazine Us Weekly ses fiançailles à Sean Clayton, un représentant de société vendant du matériel médical, son compagnon depuis six ans. 
Ils se marient le 12 juillet 2014, en Caroline du Sud, en présence de 85 invités.
Le 15 mai 2020, elle donne naissance à un garçon prénommé Carter John. Son deuxième fils, appelé Roen Allen, voit le jour le 11 décembre 2021. Le 9 novembre 2024, elle accueille son troisième enfant, une fille prénommée Ella. 